# Babyface Ray
Marcellus Rayvon Register (Detroit, Míchigan, 7 de febrero de 1991), conocido artísticamente como Babyface Ray, es un rapero estadounidense. Es conocido como una figura importante y prominente de la escena hip-hop de Detroit.

## Primeros años
Ray recuerda haber participado en deportes como el baloncesto y el fútbol americano y también era trompetista.

## Carrera musical

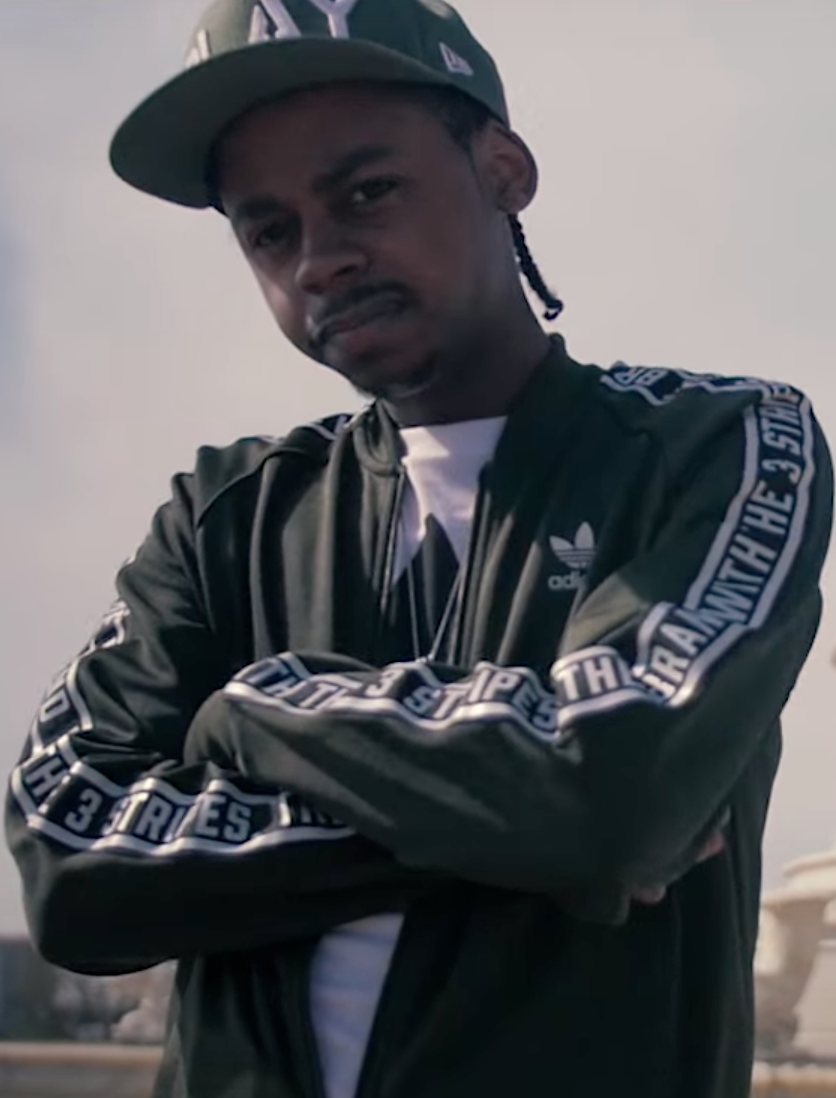
Babyface Ray en 2017.

En 2010, Ray se unió al Team Eastside junto al rapero de Detroit Peezy. En el 2015, comenzó a ganar tracción con el lanzamiento de su mixtape debut «MIA Season». En el 2017 lanzó su mixtape «Ghetto Wave». En el 2019, lanzó su segundo mixtape «MIA Season 2», la secuela de «MIA Season».
En febrero de 2021, lanzó su EP debut Unf*ckwitable con apariciones de EST Gee, Moneybagg Yo y Kash Doll. El EP debutó en el número 128 del Billboard 200. En enero de 2022, Ray lanzó su álbum debut Face con apariciones del rapero sueco Yung Lean, G Herbo, 42 Dugg, Pusha T, Wiz Khalifa y Landstrip Chip. El álbum alcanzó el puesto 31 en el Billboard 200 y dos en la lista de álbumes independientes. Más tarde, en 2022, apareció en la clase de primer año XXL de 2022 y en el cifrado posterior junto a los raperos BabyTron, Cochise y Kali.